# بيري تالمون
بيري تالمون (بالفرنسية: Pierre Talmont)‏ (2 أبريل 1977 بفان في فرنسا - ) هو لاعب كرة قدم فرنسي في مركز الدفاع. لعب مع ستاد لافال ونادي بايون ونادي بريست ونادي فان وGap HAFC ‏ وVendée Poiré-sur-Vie Football ‏.

## روابط خارجية
- بيري تالمون على موقع رابطة كرة القدم الفرنسية للمحترفين (الإنجليزية)
- بيري تالمون على موقع قاعدة بيانات كرة القدم.إي يو (الإنجليزية)
- بيري تالمون على موقع Soccerway.com (الإنجليزية)
- بيري تالمون على موقع عالم كرة القدم.نت (الإنجليزية)
- بيري تالمون على موقع GSA (الإنجليزية)